# Max Bléneau
Max Bléneau (La-Roche-sur-Yon, 22 gennaio 1934 – La Roche-sur-Yon, 30 ottobre 2013) è stato un ciclista su strada francese, professionista dal 1959 al 1962.

## Carriera
Nel 1950 vinse la sua prima gara. Nel 1954 partì per il servizio militare, al suo ritorno nel 1957 riprese le competizioni e conquistò una serie di vittorie e posti d'onore. Nel 1959 divenne professionista con la Peugeot. Ha partecipato a 2 Tour de France, nel 1959 e nel 1960.

## Palmarès

### Strada
- 1959

Circuito del Finisterre
Rennes-Basse-Indre
- 1960

1ª tappa Giro del Delfinato

## Piazzamenti

### Grandi Giri
- Tour de France

1959: 63ª
1960: 58ª